# Кенотаф (Вайтхол)
Кенотаф (англ. The Cenotaph) — це військовий меморіал, розташований на дорозі Вайтголл у Лондоні. Спочатку він існував як тимчасова споруда, створена для параду миру після завершення Першої світової війни, але з огляду на думку народу тимчасова споруда  у 1920 році була замінена постійною і стала головним військовим меморіалом Сполученого Королівства.
Пам'ятник спроєктований Едвіном Лаченсом, його постійна версія виконана з портлендського вапняку у 1919—1920 роках відомою лондонською будівельною компанією Holland, Hannen & Cubitts, і замінила оригінальний кенотаф Лаченса з дерева та гіпсу. Біля меморіалу щорічно у Поминальну неділю, найближчу неділю до 11 листопада (день перемир'я), відбувається Національна поминальна служба на пригадування загиблих бойових та цивільних військовослужбовців у двох світових війнах та інших конфліктах. Дизайн Кенотафу Лаченса був використаний і в інших містах Великої Британії, а також інших країнах Співдружності, напр. Австралії, Канаді, Новій Зеландії, Бермудах та Гонконгу.

## Створення

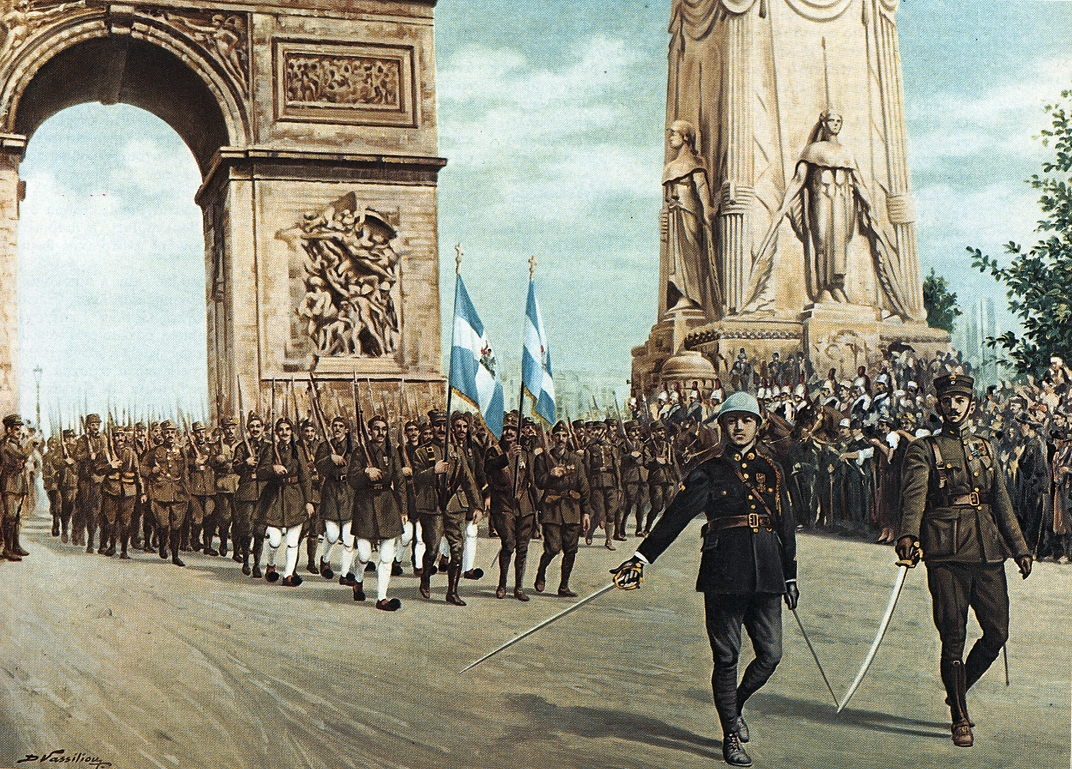
Паризький парад перемоги 14 липня 1919 р. та тимчасовий кенотаф (справа) поруч з Тріумфальною аркою (зліва)

Кенотаф спочатку був створений сером Едвіном Лаченсом з дерева та гіпсу у 1919 році як одна з багатьох тимчасових споруд, встановлених для Лондонського параду перемоги (інша назва — Парад миру) 19 липня 1919 року, який відзначав формальне завершення Першої світової війни, які відбулося з підписанням Версальського договору 28 червня 1919 року. Будучи одним з серії тимчасових дерев'яних монументів вздовж маршруту параду, його створення було запропоновано лише за два тижні до нього. Після обговорень на Комітеті святкувань миру, Лаченса запросили до Даунінг-стріт, де британський прем'єр-міністр Девід Ллойд Джордж запропонував, щоб монумент був у вигляді катафалку, як і той, що був призначений для Arc de Triomphe у Парижі для відповідного параду перемоги у Франції, однак Лаченс запропонував дизайн на основі кенотафу.
Тимчасова споруда з дерева та гіпсу мала таку саму форму, що і пізніша постійна кам'яна, — складалася з пілона, який піднімався вгору серією уступів до пустої труни (кенотафу) на вершині. Вінки з кожного боку та на вершині були зі справжнього лавру. Місце для споруди було обрано вздовж маршруту параду по вулиці Вайтголл на відрізку між Форин-офісом та Richmond House. Після параду публіка висловила бажання залишити монумент, і британський Військовий кабінет 30 липня 1919 року вирішив замінити дерев'яну скульптуру постійною і визначив її офіційним національним військовим меморіалом Британії  23 жовтня 1919 року було оголошено, що версія з портлендського вапняку буде «точною копією поточної тимчасової споруди»..

## Дизайн
Лаченс вперше почув слово «кенотаф» у зв'язку з Манстед Вуд, будинком, який він спроєктував для Гертруди Джекіл у 1890-х роках. Для цього будинку він спроєктував садову лаву, яка складалася з великого прямокутного блоку в'язу, встановленого на камінь. Лаві дав назву «кенотаф Сігізмунди» їх друг Чарльз Лідделл, бібліотекар Британського музею.
Кенотаф у сучасній формі був створений з портлендського вапняку у 1919—1920 рр. лондонською архітектурною фірмою Holland, Hannen & Cubitts.
На ньому прикраси відсутні, крім вирізьблених вінків по боках та меншого на верху. Слова «The Glorious Dead» написані двічі — один раз знизу вінків на кожній стороні. Над вінками з кожного боку вирізьблені дати First World War римськими цифрами (1914 — MCMXIV; та 1919 — MCMXIX). Вінки по боках мають 1,5 м у діаметрі, а на горі — 1,1 м.
Сторони Кенотафу не паралельні, а трохи нахилені — якщо від них протягнути площини, вони зустрінуться десь у 300 м над землею. «Горизонтальні» поверхні насправді є секціями сфери з центром 270 м під землею. Цей елемент дизайну, ентазис, не був частиною тимчасової споруди Лаченса і був доданий ним при проектуванні постійного меморіалу.
Висота Кенотафу становить 11 м, а вага — 120 тонн.
Архітектори відмовились від гонорару за проєктування, і вартість його встановлення склала 7325 фунтів стерлінгів, що на 2010 рік становило 255 332 фунти стерлінгів при коригуванні на інфляцію. Власне будівництво розпочалось 19 січня 1920 року моментом відправлення початкових прапорів до the Імперського воєнного музею.

## Відкриття

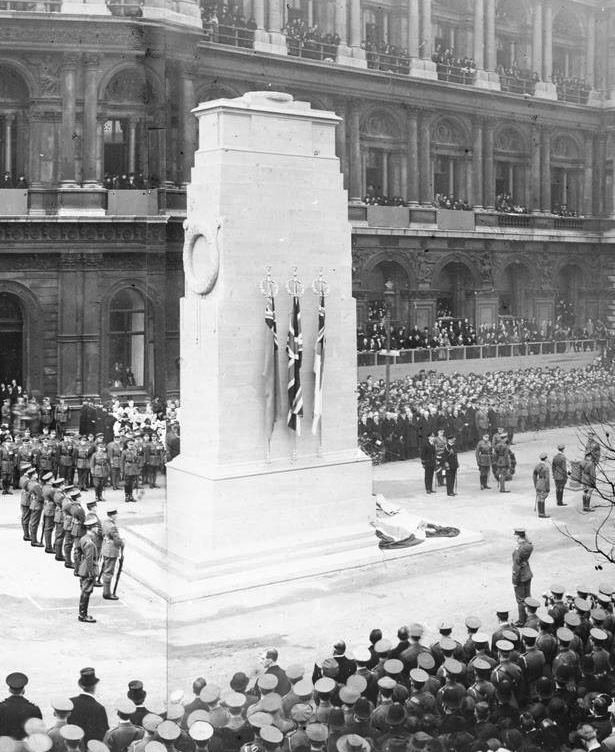
Церемонія відкриття 11 листопада 1920

Меморіал був відкритий королем Георгом V 11 листопада 1920 року, у другу річницю Комп'єнського перемир'я, яке завершило Першу світову війну. Кенотаф було вирішено не освячувати, оскільки не всі загиблі, на честь яких він створений, були християни. Відкриття меморіалу було частиною більшої процесії упокоєння Невідомого солдата у могилі у Вестмінстерському абатстві. Поховальна процесія пройшла повз Кенотаф, де король поклав вінок на повозку з труною, після відкрив меморіал, який був покритий великими прапором Великої Британії.

## Прапори

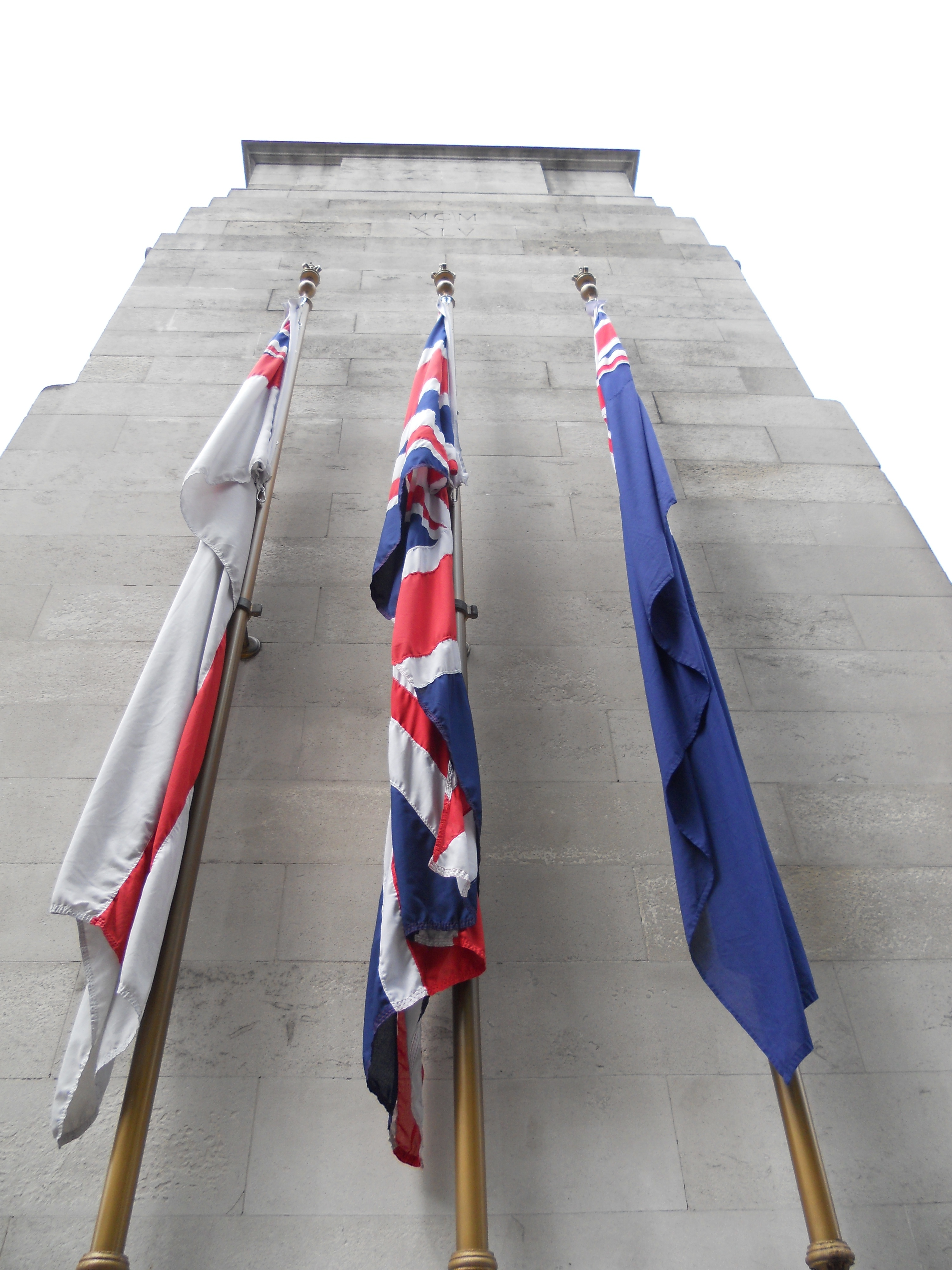
Білий військово-морський прапор, прапор Великої Британії та синій кормовий прапор на Кенотафі

По обох боках Кенотафа стоять різні прапори Великої Британії, які Лаченс хотів бачити вирізьбленими у камені. І хоча тут йому відмовили й використали справжні прапори, його більш пізній кенотаф у Рочдейлі (відкритий 26.11.1922 р.) мав кам'яні прапори. У роки після 1919, на одній стороні Кенотафа стояли прапор Великої Британії, білий військово-морський прапор та червоний торговий прапор, а з іншої — прапор Великої Британії, білий військово-морський прапор та синій кормовий прапор. Зараз біля Кентотафу стоять прапори Королівського військово-морського флоту, Британської армії, Королівських повітряних сил та Торгового флоту. Синій прапор символізує Королівський військово-морський резерв, допоміжні служби Королівських повітряних сил та інші державні служби; можливо він також представляє сили домініонів.
Прапори замінюють 10 разів на рік, і старі надсилають до Імперського воєнного музею, який може їх розподіляти між належно акредитованими організаціями.

## Подальша історія
Вайтголл, разом з іншими районами Лондону, був частиною святкувань 8 травня 1945 року, коли у Європі було оголошено перемогу у Другій світовій війні. Більш формальна процесія пройшла повз Кенотаф під час Лондонських святкувань перемоги 8 червня 1946 року. Кенотаф став монументом пам'яті не лише загиблих Британської імперії у Першій світовій війні, а й у Другій — на ньому римськими літерами були вибиті дати Другої світової (1939—MCMXXXIX; та 1945—MCMXLV), і меморіал був вдруге відкритий 10 листопада 1946 королем Георгом VI. Зараз меморіал слугує пам'яті всіх пізніших воєн, в яких загинули британські військовослужбовці. Кенотаф включено до охоронного переліку 5 лютого 1970.

## Церемонії вшанування пам'яті

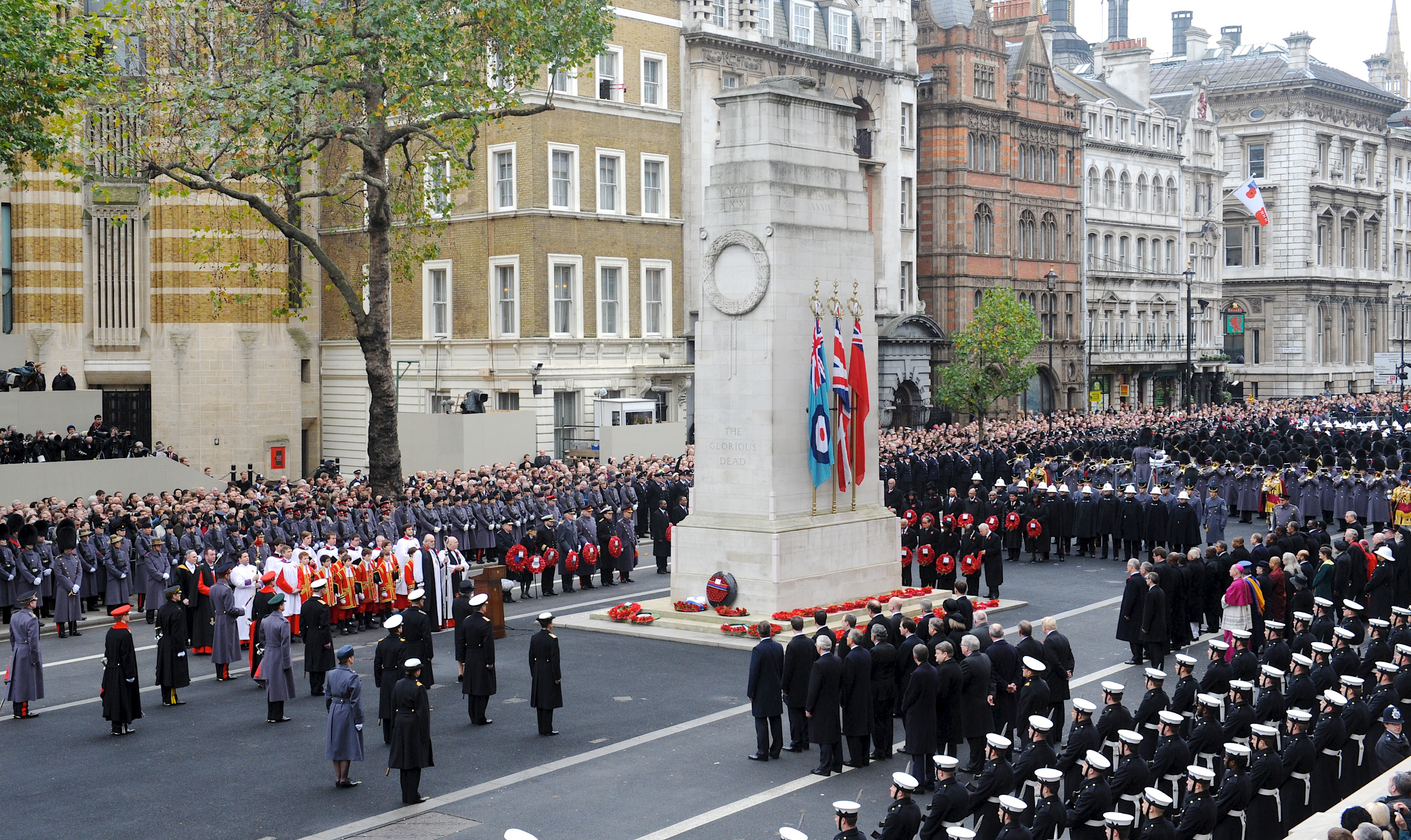
Покладання вінків під Поминальної неділі 2010 р.

Кенотаф є місцем щорічної національної поминальної служби, яка з 1945 року відбувається в 11:00 на Поминальну неділю (найближчу неділю до 11 листопада — Дня перемир'я), а  в період 1919—1945 рр. відбувалась на День перемир'я. Службові формування (за виключенням пожежників та медичного персоналу) salute Кенотафу при проходженні повз.
Біля Кенотафу проходять і  інші щорічні служби. Серед них парад Королівської танкової служби у неділю після Поминальної неділі на відзначення річниці битви біля Камбре, в якій одній з перших битв використовувались британські танки. 
Також служби відбуваються на відзначення висадки у Нормандії у Другій світовій, Фолклендської війни (та Фолклендського бою 1914 року), та першого дня битви на Соммі.

## Галерея інших кенотафів (реплік або схожих)

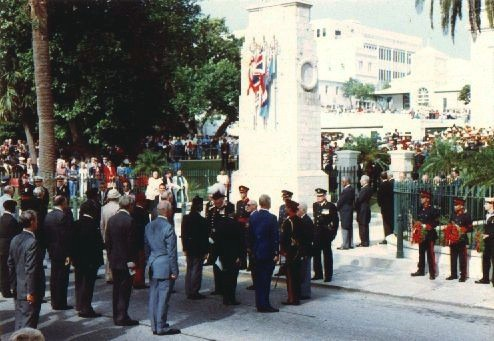
Парад Поминального дня біля Кенотафу у Гамільтоні, Бермудські острови, 1990
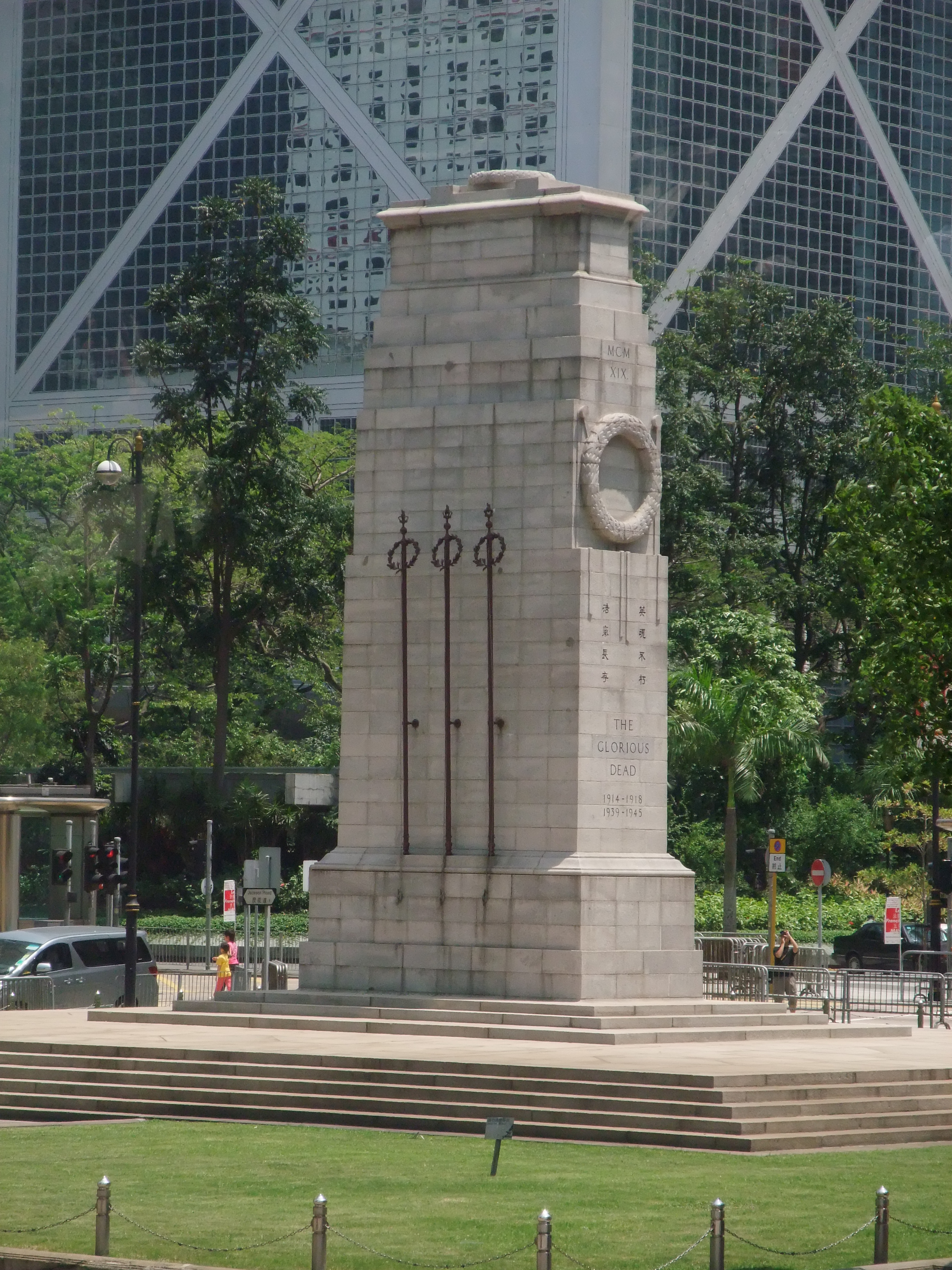
Гонконг
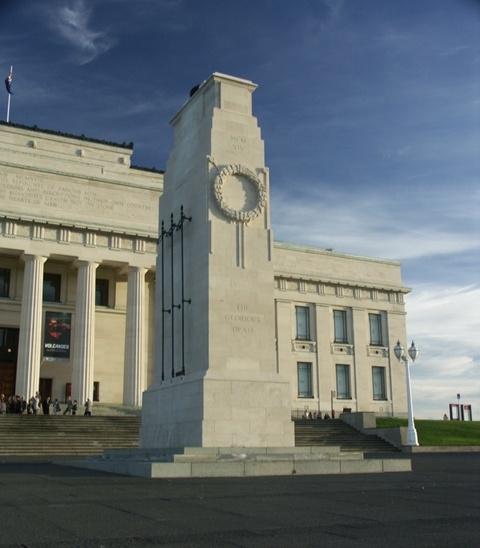
Окленд, Нова Зеландія
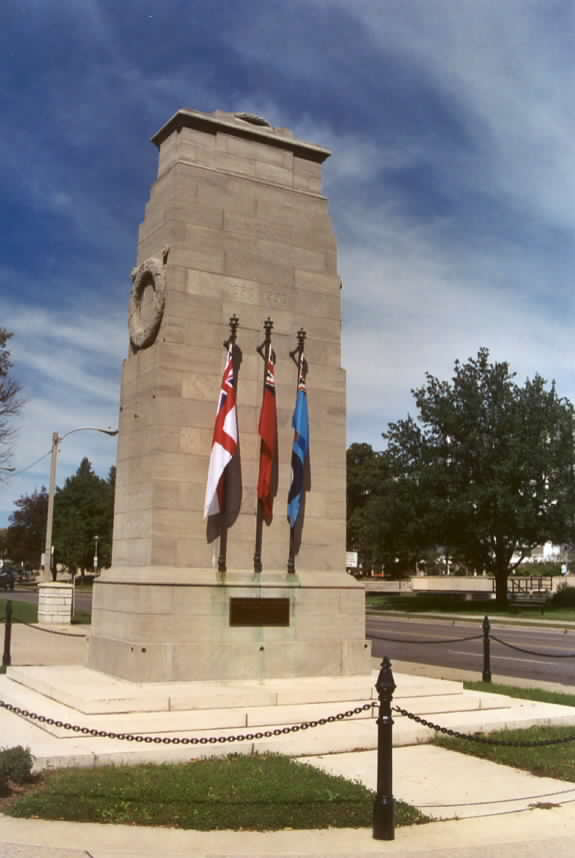
Лондон, Онтаріо, Канада
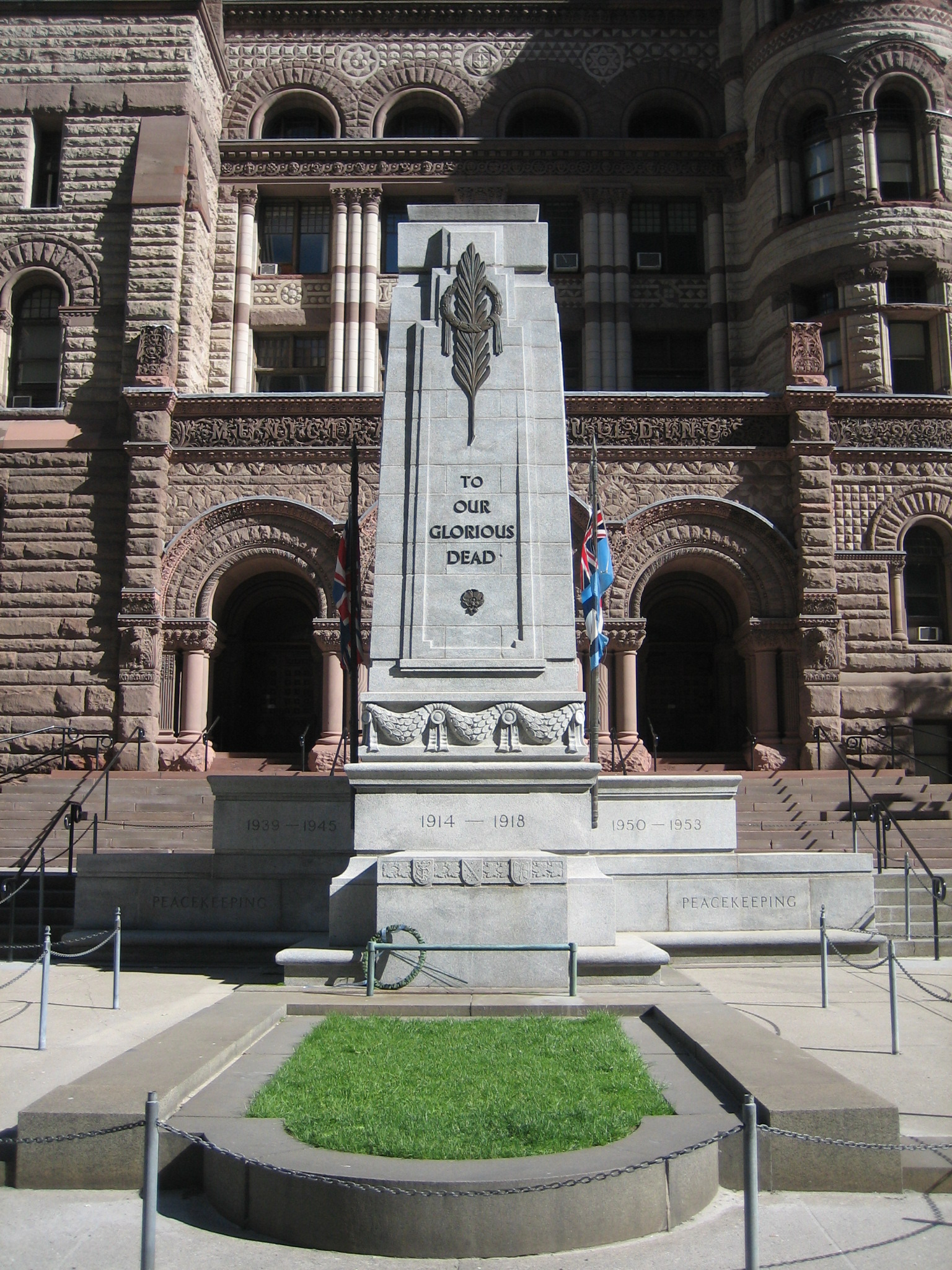
Торонто, Канада
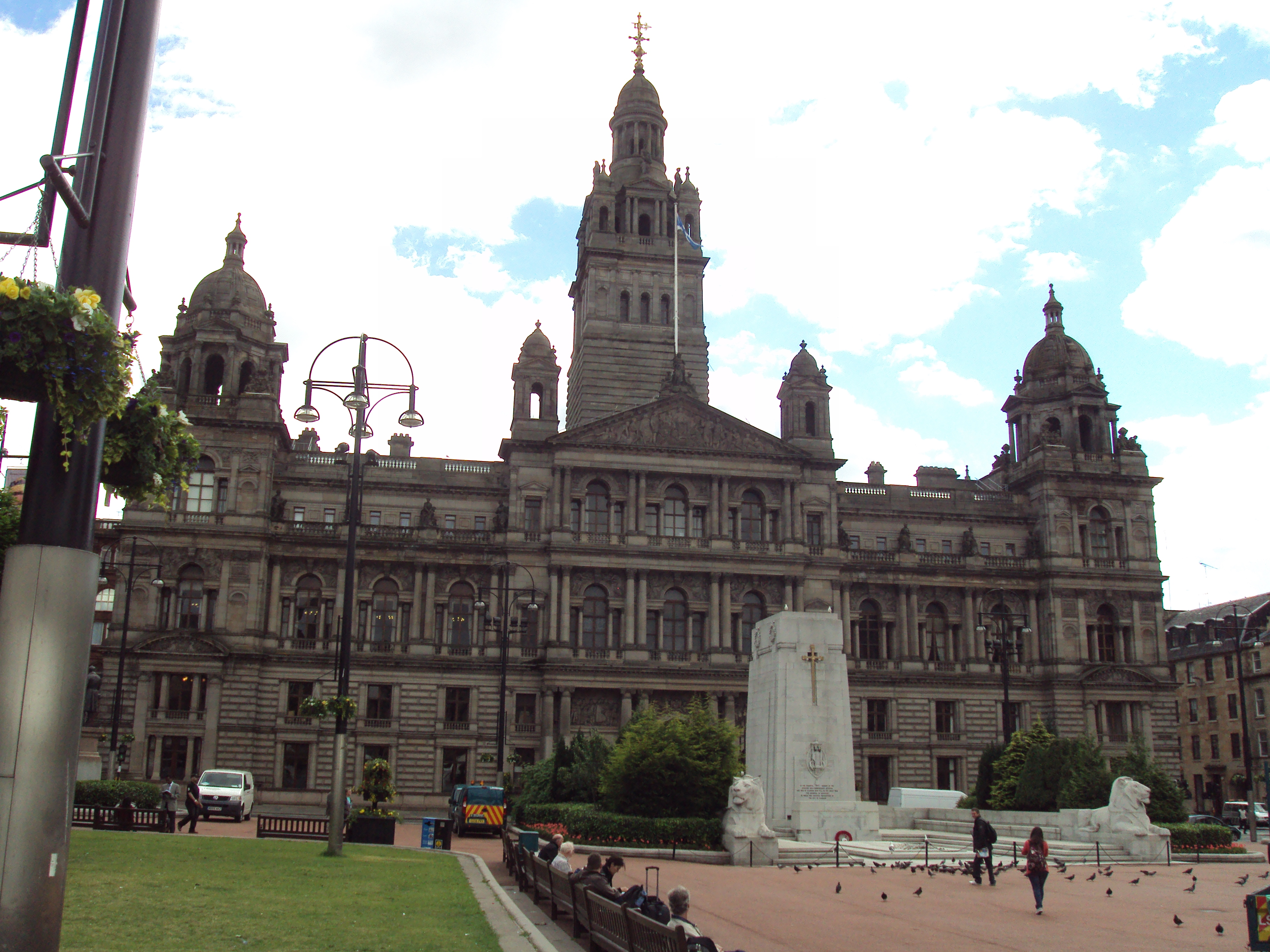
Глазго, Шотландія
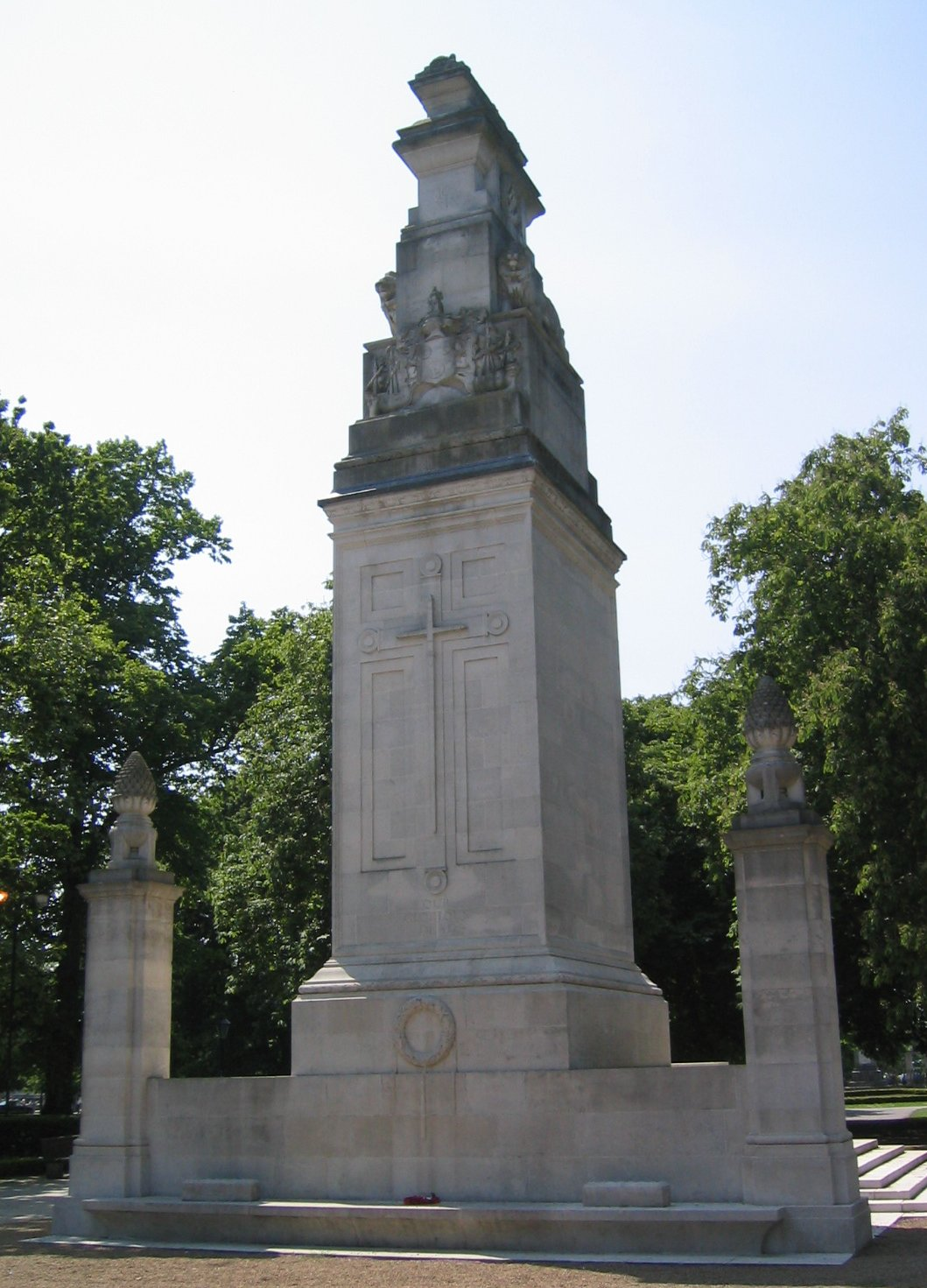
Саутгемптон
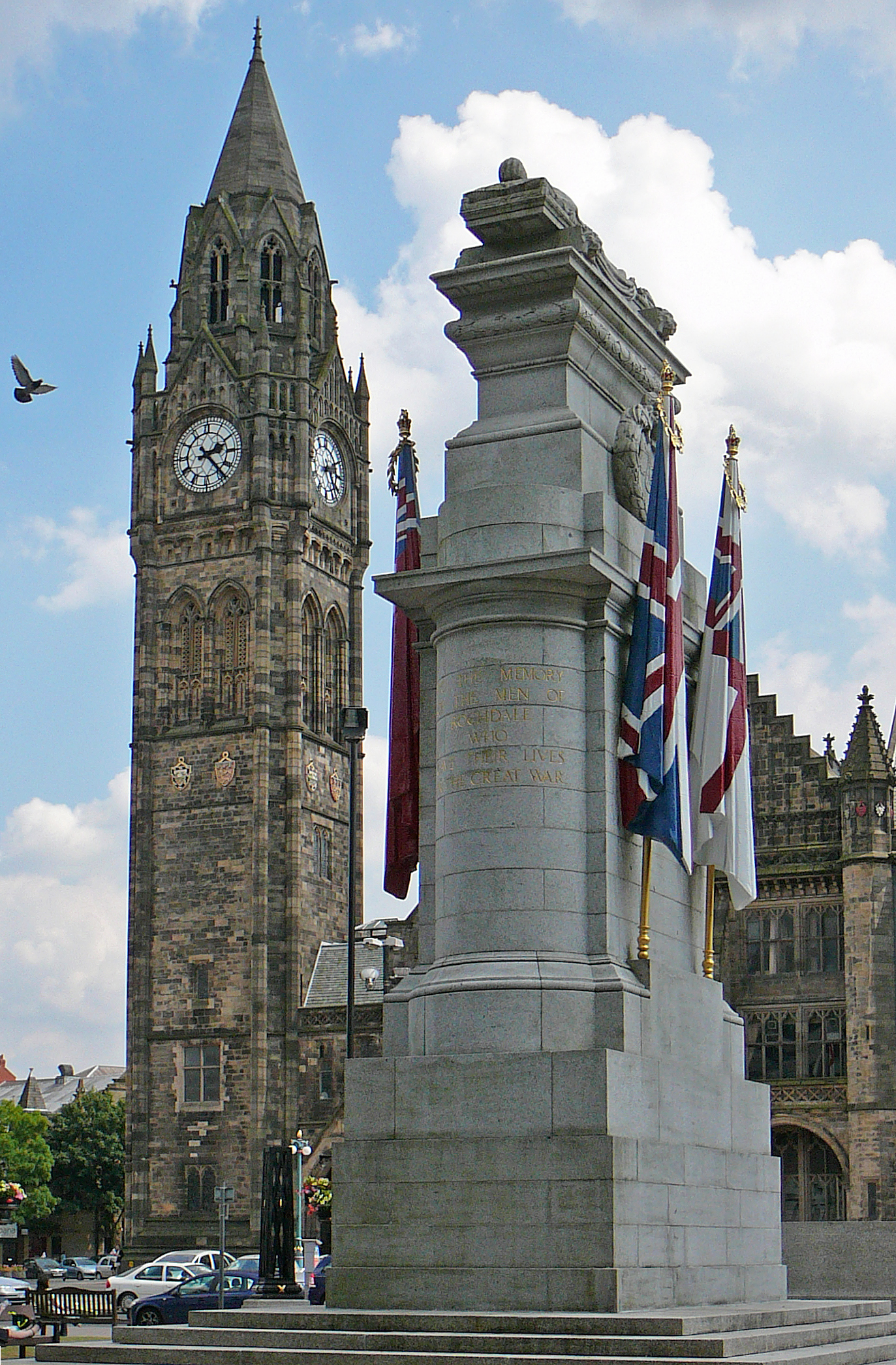
Ройдейл
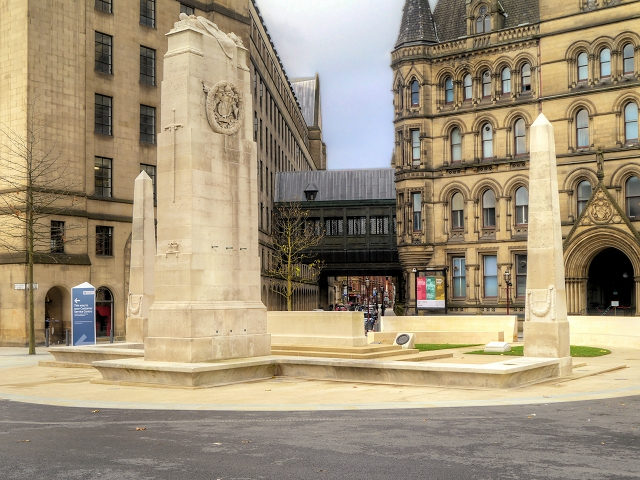
Манчестер
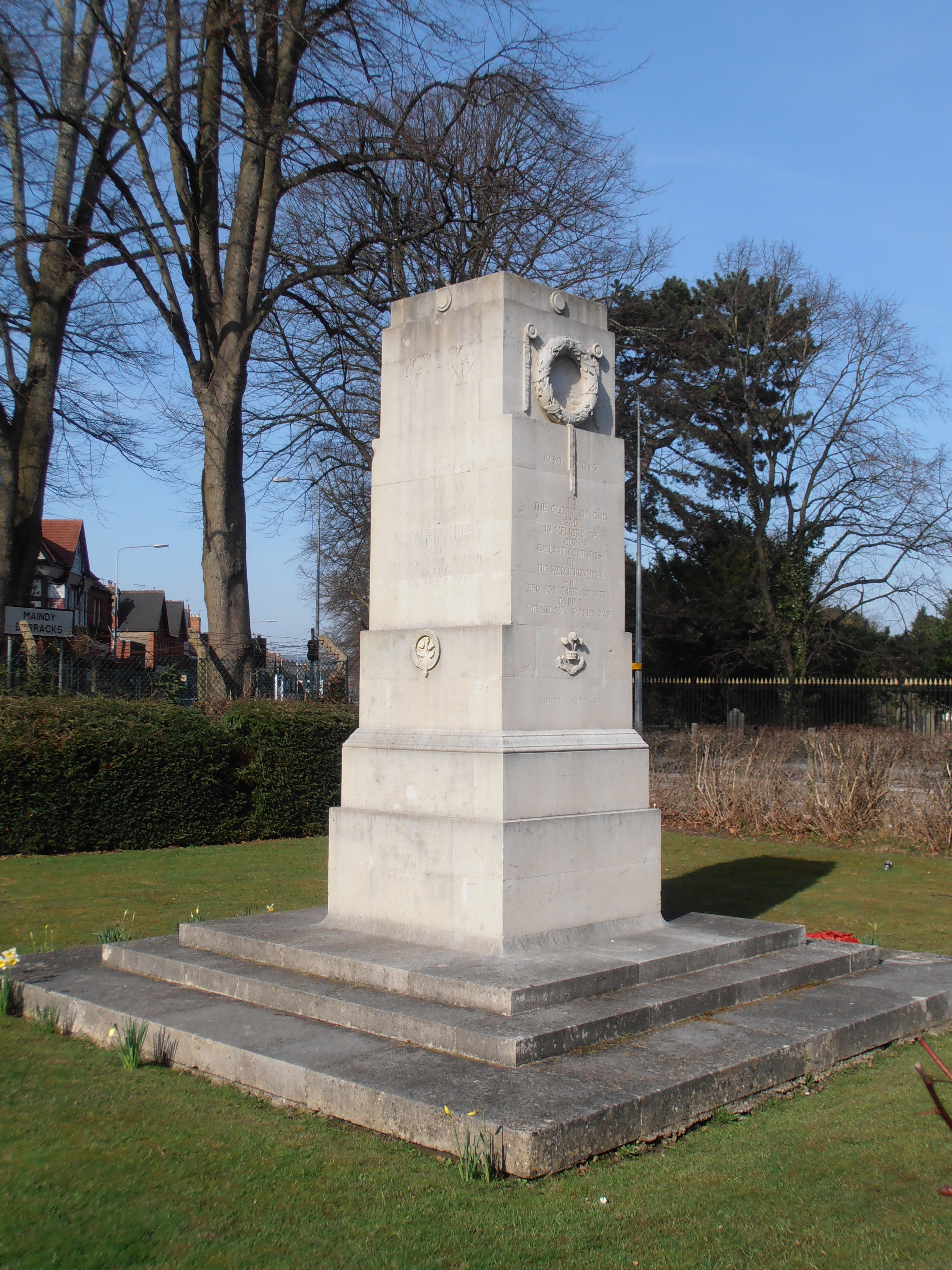
Бараки Мейнді, Кардиф

## Подальше читання
- 'The Story of the Cenotaph' by Eric Homberger, in The Times Literary Supplement, 12 November 1976
- Account of the Peace Day Parade of 1919 (www.aftermathww1.com)
- The Cenotaph (Veterans-UK)
- David Odgers on the Conservation of the Cenotaph [Архівовано 8 березня 2016 у Wayback Machine.], 3rd Dimension, 4 May 2014